# Národní lípa
Národní lípa byl památný strom, který rostl u obce Libníkovice v okrese Hradec Králové. Mohutná lípa zanikla ve čtvrtek 4. července 1925 při větrné smršti.

## Základní údaje
- název: Národní lípa, Libníkovická lípa
- výška: ?
- obvod: na 5 mužů
- věk: 350 let[1]
- souřadnice: 50°14'55.8"N, 15°59'37.8"E

Lípa rostla na kopci u obce (285 m n. m.), na konci 19. století bylo v její koruně zbudované pódium pro hudebníky. 6. července 1890 se na pódiu konal první koncert (při hasičské slavnosti). Na pódium se podle různých zdrojů vešlo 12 (časopis r. 1911), 25 nebo jednou prý až 30 hudebníků. V roce 1914 došlo na výměnu dřevěné konstrukce, od roku 1920 vybírala obec za užívání prostoru v okolí lípy 30 Kč od domácích a 50 Kč od přespolních pořadatelů.
Roku 1924 došlo na vykácení švestkových stromů v prostoru kolem lípy, 16. dubna 1925 začala zalesňovací výsadba a vysazení oboustranné lipové aleje kolem silnice. 16. června 1925 na pódiu zahrála hudba naposledy a 4. července 1925 zachvátila část střední Evropy silná větrná smršť, která zničila střechy, elektrické vedení, způsobila rozsáhlé lesní polomy a také zánik lípy. Lidé však víc než nad vlastním majetkem bědovali nad lípou:

znak obce

„Copak prý díra do stodoly, ta se dá spravit, ale lípa...“
26. července 1925 bylo uspořádáno pietní rozloučení s lípou, na kterém promluvil starosta, aby připomněl některé okamžiky z historie stromu. Protože se obyvatelé se ztrátou plně nevyrovnali, začalo se 16. března 1930 oficiálně jednat o výstavbě rozhledny na místě, kde lípa stávala, aby nedošlo k jejímu zapomenutí. 15 metrů vysoká rozhledna byla slavnostně otevřena 12. července 1930, novodobé opravy se dočkala v roce 1992; funguje dodnes.
Symbol 3 lipových listů se dostal do novodobého znaku obce.